# Ауэрбах, Бертольд
Бе́ртольд А́уэрбах (Авербах; нем. Berthold Auerbach; 28 февраля 1812, Нордштеттен, Вюртемберг — 8 февраля 1882, Канн, Франция) — немецкий писатель и поэт еврейского происхождения.

## Биография
Бертольд Ауэрбах родился 28 февраля 1812 года. По отцу, Якову Ауэрбахеру, вёл род свой от старинной еврейской семьи, гордившейся происхождением от рабби Меира из Ротенбурга, который жил во времена крестовых походов, а его смерть была окружена ореолом мученика. Мать Ауэрбаха, Эдель, происходила из семьи Франков, богемских выходцев. В жилах членов этой семьи текла беспокойная, бродяжническая кровь. Старый Самуил Франк, дед поэта, был содержателем ресторана; он отличался веселым нравом и был известен во всей округе своими музыкальными способностями и забавными шутками; это добродушное веселье и склонность к балагурству перешли также к Ауэрбаху. Отец Бертольда, сначала зажиточный человек, имел большую семью, двенадцать детей; Бертольд, или, вернее, Моисей Барух, был девятым. Детство его протекло легко и счастливо в лоне крепкой и традиционно набожной еврейской семьи. Воспоминания о детстве, рассыпанные в его рассказах, a также автобиографические наброски дают представление о тихой, провинциальной жизни в русско(?)-еврейской черте. Здесь, однако, сильно заметно и могучее влияние германской культуры на евреев. Даже лишенные многих прав, немецкие евреи начала XIX века чувствовали себя в Германии как дома. Бертольд бессознательно проникся немецкой или, говоря точнее, немецко-еврейской культурой, представляющей своеобразную разновидность культуры общей.
Первоначальное образование получил в еврейской школе нового типа, проникнутой идеями Хаскалы, затем изучал круг традиционных еврейских религиозных дисциплин, готовясь к получению раввинского звания.
Автор романов «Спиноза» (1837), «Поэт и купец» (1840) «Дача на Рейне» (1869), «На высоте» (1864).
Оказал заметное влияние на творчество Эжена Жана.
Его вторая жена была сестрой немецкого писателя Генриха Ландесмана.